# V-Rally
V-Rally — видеоигра в жанре аркадного симулятора ралли. Первая часть одноимённой серии. Изначально была выпущена для консоли PlayStation: в Европе она была издана компанией Infogrames под названием V-Rally: 97 Championship Edition 1 июля 1997 года, в Северной Америке — компанией Electronic Arts как часть серии Need for Speed под названием Need for Speed: V-Rally 30 сентября того же года, в Японии — компанией Spike под названием V-Rally: Championship Edition 8 января 1998 года. Соответственно в 1998 и 1999 годах были выпущены версии для Nintendo 64 и Windows/Symbian под названиями V-Rally: Edition 99 и V-Rally: Multiplayer Championship Edition: в Европе и Северной Америке они были изданы компанией Infogrames, а в Японии на Nintendo 64, аналогично оригинальной версии для PlayStation, — Spike. Также соответственно в 1998 и 1999 годах была выпущена версия для Game Boy (в Европе) и Game Boy Color, разработанная студией Bit Managers: в Северной Америке она имела название, аналогичное версии для Nintendo 64, в остальных же регионах — аналогичное версии для PlayStation в Японии.
В 1999 году вышел сиквел — V-Rally 2.

## Оценки
| Сводный рейтинг       | Сводный рейтинг |
| Агрегатор             | Оценка          |
| --------------------- | --------------- |
| GameRankings          | 72,85 %         |
| Русскоязычные издания |                 |
| Издание               | Оценка          |
| «Игромания»           | [ 2 ]           |